# Hmeljčič
Hmeljčič – wieś w Słowenii, w gminie Mirna Peč. W 2018 roku liczyła 77 mieszkańców.